# Erődi-Harrach Béla (nyelvész)
Erődi Béla, Erődi-Harrach Béla (Szászrégen, 1846. április 16. – Budapest, 1936. május 5.) nyelvész, földrajzi író.

## Életpályája
A budapesti tudományegyetemen tanulmányozta, majd Vámbéry Ármin biztatására  Konstantinápolyban folytatta tanulmányait, közben beutazta Kisázsiát, Egyiptomot és a Balkán országait. 1870-ben tért haza, mikor török és perzsa nyelvekből tanári oklevelet, 1875-ben pedig bölcsészdoktori oklevelet szerzett török és perzsa nyelvekből. 
Hazatérése után először tanár, 1882-től pedig a fiumei gimnázium igazgatója, 1889-től a kolozsvári, 1892-től 1919-ben való  nyugdíjazásáig a budapesti tankerület főigazgatója volt. 

## Munkássága
Elnöke volt a gyorsírás-, szépírás- és gépírás-tanítókat vizsgáló országos bizottságnak. Ritka nyelvtehetségnek számított, mivel 15 nyelvet sajátított el. A török és perzsa nyelvekkel foglalkozott, maradandó műfordítások őrzik nevét (Omar Hajjám: Keleti gyöngyök, Hafiz dalai, Firdauszi stb.). 
1875-től a Földrajzi Társaság titkára, 1893-tól 1904-ig pedig elnöke volt.

## Főbb munkái
- Mikes Kelemen életrajza (Pozsony – Budapest, 1885)
- A fáráók országában (Budapest, 1888) ; Második kiadás, 1910. Letöltő link. UNIDEB – DEA. Megtekintve 2023-07-26
- Utazásom Sicilia és Malta szigetén (Budapest, 1895) Letöltő link. UNIDEB – DEA. Megtekintve 2023-07-26
- A Szentföldön (Budapest, 1899) Letöltő link. UNIDEB – DEA. Megtekintve 2023-07-26